# Teretrius melburnius
Teretrius melburnius är en skalbaggsart som beskrevs av Sylvain Auguste de Marseul 1870. Teretrius melburnius ingår i släktet Teretrius och familjen stumpbaggar. Inga underarter finns listade i Catalogue of Life.